# Saxifraga jainzhuglaensis
Saxifraga jainzhuglaensis är en stenbräckeväxtart som beskrevs av J.T. Pan. Saxifraga jainzhuglaensis ingår i Bräckesläktet som ingår i familjen stenbräckeväxter. Inga underarter finns listade i Catalogue of Life.